# Motif Window Manager
Motif Window Manager (MWM) — менеджер окон X Window System, основанный на Motif.

## Обзор
MWM — легковесный, и, по нынешним меркам, крайне минималистичный менеджер окон: например, он не поддерживает виртуальные рабочие столы. Простой текстовый файл используется для генерации меню, другой для управления цветами интерфейса и кое-чем еще.

## Разработчики
Motif и MWM были основаны Open Software Foundation (поэтому Motif иногда называют «OSF/Motif»), но сейчас принадлежат The Open Group.

## Лицензия
Изначально MWM и Motif можно было только купить. Похожее ПО имело название OpenMotif, но не являлось открытым или свободным программным обеспечением. В 2012 году Motif и MWM были опубликованы как свободное ПО под лицензией LGPL.